# David di Donatello al millor guió estranger
El premi David di Donatello al millor guió estranger (en italià: David di Donatello per la migliore sceneggiatura straniera) és un premi de cinema que anualment atorga l'Acadèmia del Cinema Italià (ACI, Accademia del Cinema Italiano) per reconèixer el destacat guió en una pel·lícula no italiana estrenada l'any anterior a la cerimònia. Només es va atorgar en les edicions del 1979 al 1990.

## Guanyadors
Els guanyadors del premi han estat:
- 1979: Terrence Malick - Days of Heaven
- 1980: Jay Presson Allen - Just Tell Me What You Want
- 1981: Jean Greault - El meu oncle d'Amèrica
- 1982: Harold Pinter - La dona del tinent francès (The French Lieutenant's Woman)
- 1983: Blake Edwards - Víctor, Victòria (Victor Victoria)
- 1984: Ingmar Bergman - Fanny i Alexander (Fanny och Alexander)
- 1985: Woody Allen - Broadway Danny Rose (Broadway Danny Rose)
- 1986: Bob Gale i Robert Zemeckis - Retorn al futur (Back to the Future)
- 1987: Woody Allen - Hannah i les seves germanes (Hannah and Her Sisters)
- 1988: Louis Malle - Au revoir les enfants
- 1989: John Cleese - Un peix anomenat Wanda (A Fish Called Wanda)
- 1990: Woody Allen - Delictes i faltes (Crimes and Misdemeanors)